# Schloss Rötz

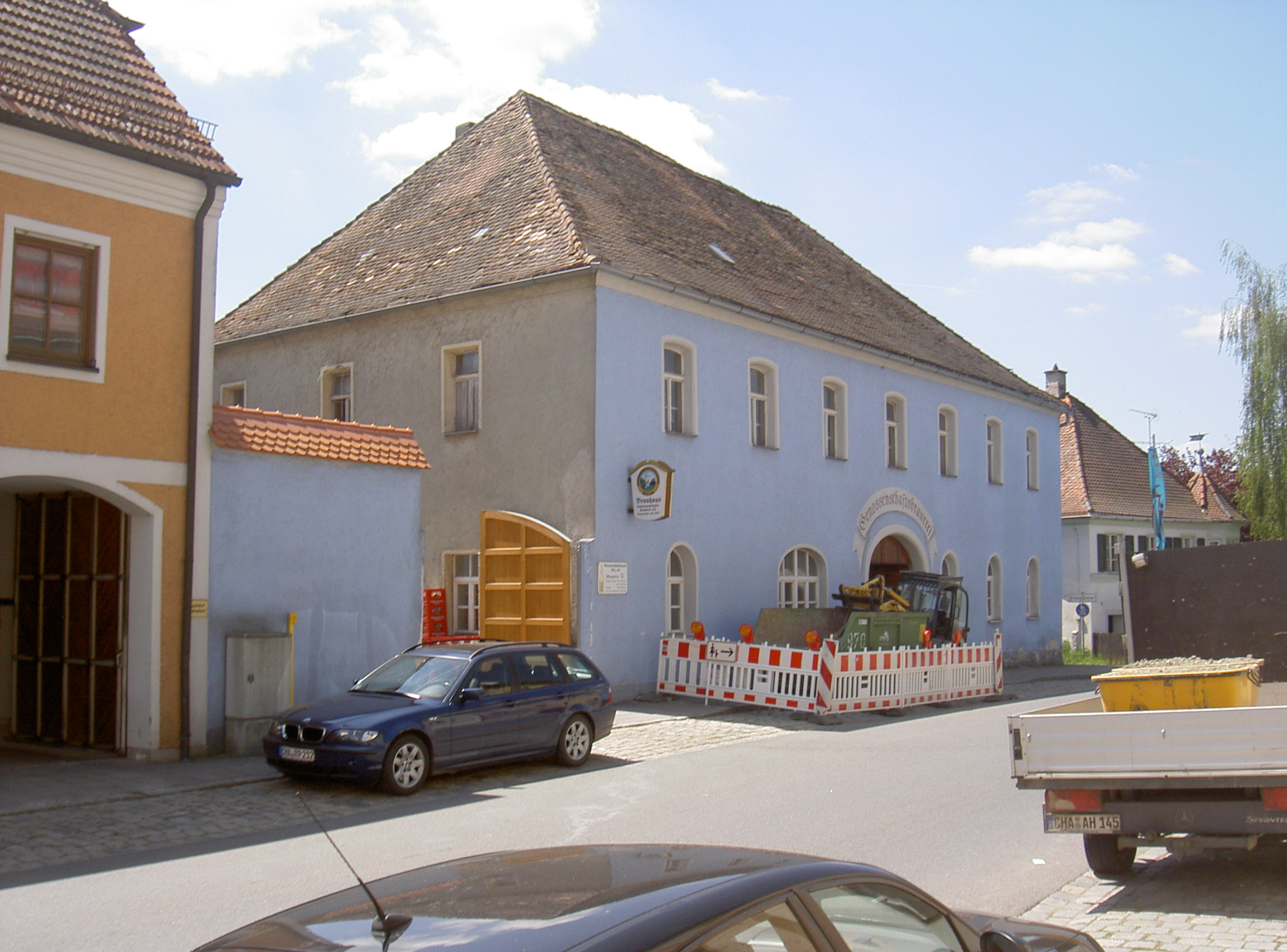
Brauerei und Nachfolgebau des Pflegschlosses Rötz (Hussenstraße 17)

Das nur mehr in Resten bestehende Schloss Rötz befindet sich in der oberpfälzischen Stadt Rötz im Landkreis Cham von Bayern (Hussenstraße 17). Das ehemalige Pflegschloss liegt zwischen dem sogenannten Hussen- und dem Wassertor auf einer schwach ausgeprägten Terrasse nördlich der Schwarzach. Die Anlage ist unter der Aktennummer D-3-72-154-10 als denkmalgeschütztes Baudenkmal von Rötz verzeichnet. Ebenso wird sie als Bodendenkmal unter der Aktennummer D-3-6641-0115 im Bayernatlas als „archäologische Befunde des Mittelalters und der frühen Neuzeit im historischen Stadtkern von Rötz“ geführt.

## Geschichte
Die erste Erwähnung von Rötz stammt von 1017, damals hat Kaiser Heinrich II. die Ortschaft Retsiz inferior dem Bistum Bamberg übergeben. Rötz wird 1299 erstmals als Markt bezeichnet und war Teil der Herrschaft Schwarzenburg. Eventuell ist der im 12. Jahrhundert genannte Pabo de Rehce der Ministerialität der Schwarzenburger zuzurechnen. Ein Ruger de Rehce erscheint 1298 in einer Schönthaler Urkunde. Wolfram von Rötz wird 1304 als Chamer Bürger genannt. Sein Sohn Ulrich von Rötz ist 1303 Augustiner-Eremiten im Kloster Schönthal. 1297 erscheinen auch dessen Brüder Berthold, Konrad, Dietmar und Peter. Ein Heinrich von Rötz wird 1317 ebenfalls in einer Klosterurkunde genannt und 1345 nochmals ein Heinrich der Rötzer. Dieses Adelsgeschlecht hatte ihren Sitz im Bereich des späteren Schlosses. Auch bei der Landesteilung von 1331 erscheint „zu Retz … ein hwasung ist lehen“.
Nach dem Aussterben der Rötzer ist der Besitz an die „Satzenhofer zum Frauenstein“ übergegangen. Ihnen folgt vom ausgehenden 15. Jahrhundert an die Familie Henkelmann. Unter diesen könnte der Nordflügel der heute noch bestehenden Anlage entstanden sein. 1522 erwirbt Wolfgang Eittenharter zu Flischbach den Besitz.
Ab dem 15. Jahrhundert war Rötz auch der Sitz eines Richters. Erster Amtsinhaber war 1408 Konrad Rotpeck und 1422 Ulrich Prucker, doch hatten diese ihren Amtssitz nicht in der früheren Anlage der Rötzer. 1507 wird die Stadtbefestigung neu errichtet und dabei wird auch die Schlossanlage einbezogen, sie erhielt damals einen zusätzlichen Wehrturm. 1509 wird Rötz Sitz eines neu angelegten Pflegamtes, wobei aber der Pfleger weiterhin auf der Schwarzenburg saß.

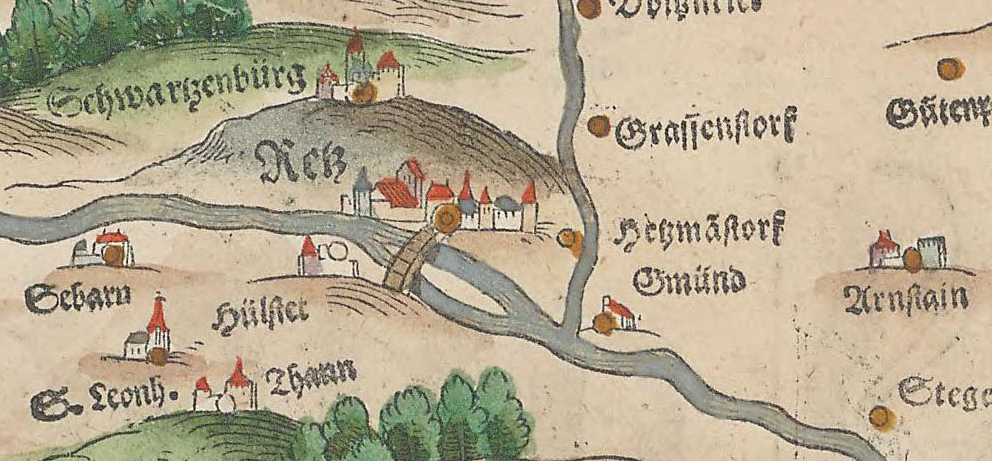
Rötz auf der Baierischen Landtafel von 1568 von Philipp Apian

Die Burg zu Rötz wechselte im 16. Jahrhundert mehrmals den Besitzer. Von 1522 bis 1524 war hier Anna von Bernklau die Eigentümerin, ihr folgte Georg von Rornstett bis 1536, dann waren hier die Herren von Murach und zwischen 1545 und 1565 war hier Elisabeth Hofer die Besitzerin. Von ihr erwarb der Rötzer Stadtschreiber Hans Halbritter den Bau, seine Erben verkauften diesen 1597 an den Pfleger Lukas Hartlieb († 1616). Nach 1616 war der neue Eigentümer ein Tobias Pilgl. Sein Nachfolger Hans Jakon Pilgl musste als Protestant außer Landes gehen.
Vermutlich ist der Bau während des Dreißigjährigen Krieges bei der Einnahme der Stadt durch die Schweden 1641 stark beschädigt worden. Beim Wiederaufbau entstand nur mehr der Nordflügel mit einem charakteristischen Treppengiebel, auch der Turm wurde abgebrochen.
Nach den Pilgls mietete sich 1652 der Pfleger Engelbert von Hirschau in das Schloss ein. 1656 wurde es von dem Schönthaler Klosterschreiber Hanns Ruprecht erworben. 1669 sind umfangreiche Sanierungsmaßnahmen durch die kurfürstliche Regierung für das nunmehrige Pflegschloss belegt. Zwischen 1716 und 1720 diente das Schloss als Kavalleriekaserne. 1803 wurde das Pfleggericht Rötz aufgehoben und das Schloss wurde von 1803 bis 1840 als Schule und teils ab 1832 als Brauhaus verwendet. 1840 wurde Rötz durch einen Brand verwüstet und die Anlage 1842 in ihrer heutigen Form erbaut.

## Schloss Rötz heute
Das ab 1842 als Brauerei verwendete Schloss ist ein zweigeschossiger Walmdachbau mit Rund- und Stichbogenöffnungen. Es wurde über älteren Fundamenten errichtet. Die Wirtschaftsgebäude, eine dreiflügelige Anlage mit Halbwalmdächern und Turmbau, sind im Kern mittelalterlich und wurden über den Grundfesten des ehemaligen Pflegschlosses, dem sogenannten Burggut, im 19. Jahrhundert wieder aufgebaut. Der dreigeschossige Ostflügel dient heute als Sudhaus. Der Hauptbau besitzt eine rundbogige Durchfahrt. Die früher vorhandene Treppengiebelfassade wurde ebenso wie die früher vorhandenen Fassadenerker Opfer des Brandes von 1840. Die Umfassungsmauer dürfte noch spätmittelalterlicher Herkunft sein. Im Inneren des Ostflügels sind noch barocke Gewölbe erhalten.